# A. P. Balachandran
Aiyalam Parameswaran Balachandran (Salem, 25 de enero de 1938-18 de abril de 2025) fue un físico teórico indio conocido por sus amplias contribuciones al papel de la topología clásica en la física cuántica.

## Biografía

### Primeros años
Nació el 25 de enero de 1938 en Salem, Tamil Nadu, India. Su padre, Aiyalam Sundaram Parameswaran, era contador público en Pierce Leslie and Company en Cochín. Completó sus dos primeros años universitarios en el Guruvayurappan College en Kozhikode, especializándose en física, química y matemáticas y aprobando el 'Examen Intermedio' con distinción estatal en 1953. Obtuvo una licenciatura en física (con honores) en el Madras Christian College en Tambaram. Recibió su doctorado con el profesor Alladi Ramakrishnan en la Universidad de Madrás. Luego se unió a Theoretisch Physics en la Universidad de Viena como becario postdoctoral con el profesor Walter Thirring y posteriormente en el Instituto Enrico Fermi como postdoctorado.

### Carrera
Es profesor emérito en el Departamento de Física de la Universidad de Siracusa, donde anteriormente fue profesor de Física Joel Dorman Steele entre 1999 y 2012.
Sus trabajos científicos clave incluyen el resurgimiento del modelo Skyrmion, que describe con éxito los bariones como solitones topológicos de campos de mesones y conceptos matemáticos como grupos de homotopía y haces de fibras para problemas de física cuántica. Recientemente, su investigación de se ha centrado en la formulación de teorías cuánticas de campos en espacios-tiempos no conmutativos y en la investigación de la importancia emergente de las álgebras de Hopf en la física cuántica como generalizaciones de grupos de simetría.
Ha sido miembro de la Sociedad Estadounidense de Física desde 1988 y recibió un premio del capítulo estadounidense de la Asociación India de Física en reconocimiento a sus destacadas contribuciones científicas.

## Publicaciones seleccionadas
- AP Balachandran, SG Jo, G. Marmo, Teoría de grupos y álgebras de Hopf: conferencias para físicos, World Scientific Publishing Co. Pte. Ltd., 2010.
- AP Balachandran, G. Marmo, BS Skagerstam, A. Stern, Topología clásica y estados cuánticos, World Scientific Publishing Co. Pte. Ltd., Singapur, 1991. ISBN 981-02-0329-2
- AP Balachandran, G. Marmo, BS Skagerstam, A. Stern, Simetrías de calibre y haces de fibras : Aplicaciones a la dinámica de partículas, Springer Verlag, 1983. ISBN 0-387-12724-0
- AP Balachandran (editor), AP Balachandran, E. Ercolessi, G. Morandi, AM Srivastava, Hubbard Model and Anyon Superconductivity, World Scientific Publishing Co. 1990. ISBN 981-02-0348-9
- AP Balachandran, S. Kurkcuoglu, S. Vaidya, Conferencias sobre física difusa y difusa de Susy, World Scientific Publishing Co. 2007. ISBN 981-270-466-3
- AP Balachandran, GC Trahern, Conferencias sobre teoría de grupos para físicos, Brill Academic Publishing, 1986. ISBN 88-7088-088-5
- AP Balachandran (editor), Modelo Hubbard y superconductividad de Anyon, World Scientific Publishing Co. 1991. ISBN 981-02-0349-7